# Puccinia acetosae

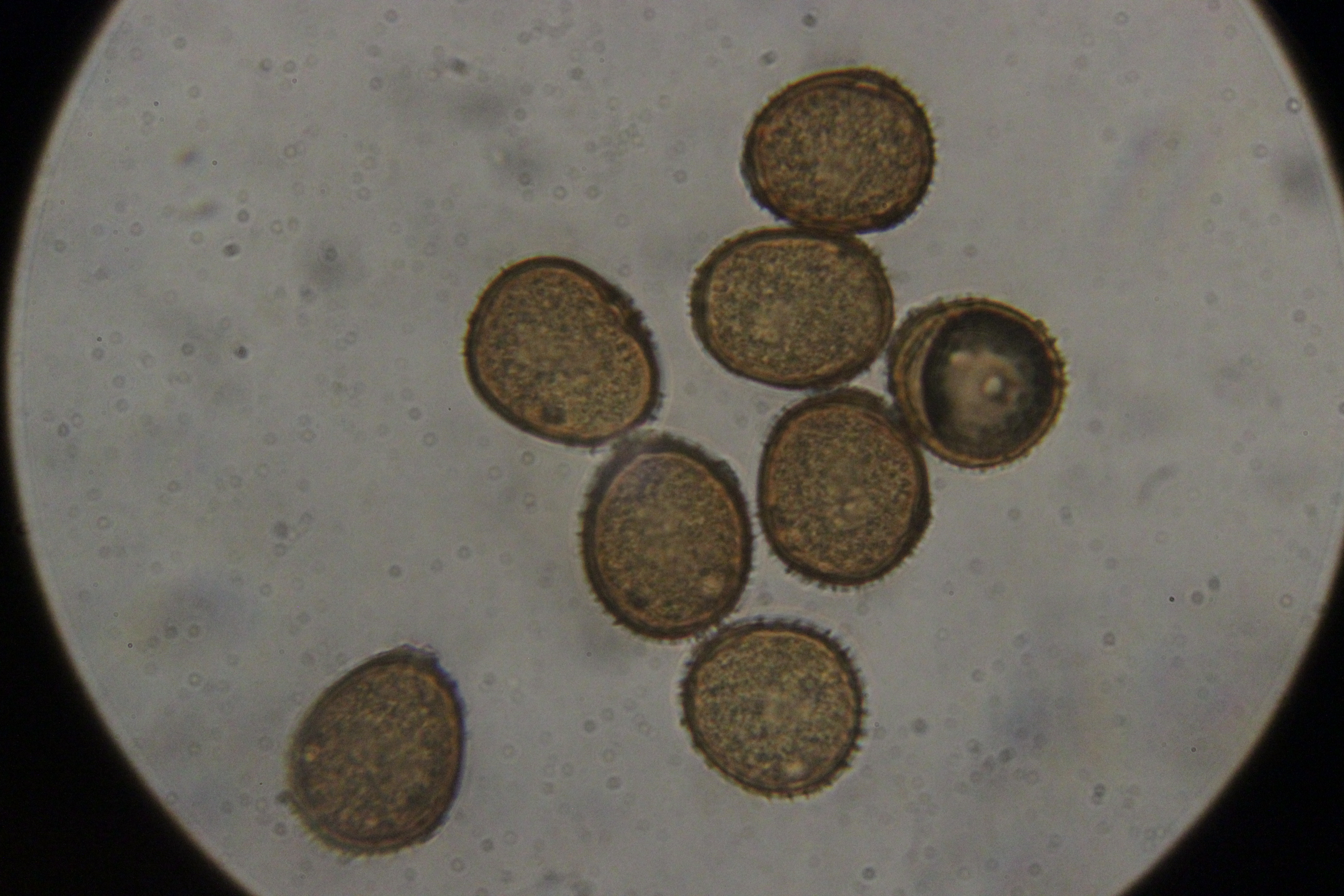
Urediniospory

Puccinia acetosae (Schumach.) Körn. – gatunek grzybów z rodziny rdzowatych (Pucciniaceae). Grzyb mikroskopijny powodujący u roślin chorobę zwaną rdzą. Pasożytuje na różnych gatunkach z rodziny rdestowatych (Polygonaceae).

## Systematyka i nazewnictwo
Pozycja w klasyfikacji według Index Fungorum: Puccinia, Pucciniaceae, Pucciniales, Incertae sedis, Pucciniomycetes, Pucciniomycotina, Basidiomycota, Fungi.
Po raz pierwszy gatunek ten zdiagnozował w 1803 r. Christian Friedrich Schumacher. nadając mu nazwę Uredo acetosae. Obecną, uznaną przez Index Fungorum nazwę nadał mu w 1876 r. Friedrich August Körnicke.
Synonimy:
- Caeoma apiculatum Schltdl. 1824
- Dicaeoma acetosae (Schumach.) Kuntze 1898
- Puccinia acetosae var. thyrsiflori T.Z. Liu & J.Y. Zhuan 2016
- Puccinia vaginalium Link, in Willdenow 1825
- Uredo acetosae Schumach. 1803
- Uredo apiculata F. Strauss 1811
- Uredo apiculosa Körn.
- Uromyces apiculatus (F. Strauss) Rabenh. 1849

## Charakterystyka
Jest pasożytem jednodomowym, tzn. cały jego cykl rozwojowy odbywa się na jednym żywicielu. Jest też rdzą niepełnocyklową – nie wytwarza spermogonium i ecjów.
Uredinia i telia powstają na obydwu stronach blaszki liściowej, często również na ogonkach liściowych, gdzie przybierają wydłużony kształt. Urediniospory cynamonowe, z rzadko rozmieszczonymi kolcami i dwiema (wyjątkowo trzema) porami rostkowymi w górnej części. Są żółto-brązowe, kuliste lub jajowate i mają rozmiar 18–24 × 24–31 µm. Telia rzadkie, małe, okrągłe, ciemnobrązowe z brązowymi parafizami. Powstają w nich 2-komórkowe, żółtobrązowe teliospory o kształcie od elipsoidalnego do jajowatego i wymiarach 28–42 × 19–26 µm. Obydwie ich komórki z brodawką. Osadzone są na hialinowym trzonku o długości do 35 µm.
Opisano występowanie Puccinia acetosae w Ameryce Północnej, Europie, Japonii i na Nowej Zelandii. W Polsce podano kilka przypadków występowania na rabarbarze ogrodowym (Rheum rhaponticum), szczawiu zwyczajnym (Rumex acetosa), szczawiu górskim (Rumex alpestris) i szczawiu rozpierzchłym (Rumex thyrsifolius).